# Abergwyngregyn
Abergwyngregyn es una villa y comunidad de importancia histórica en Gwynedd, un condado y "área principal" en Gales, Reino Unido. Bajo su nombre histórico de Aber Garth Celyn fue sede de Llywelyn ap Gruffydd. Se encuentra en el condado histórico de Caernarfonshire.
Está situada en la referencia cartográfica SH653726, junto a la carretera A55, a 5 millas (8 km) al este de Bangor y a 8 millas (12,9 km) al oeste de Conwy.
La comunidad de Aber, con una superficie de 2970 hectáreas (11,5 mi²), tiene una población de 240 (2011).

## Historia
Abergwyngregyn, comúnmente llamada Aber, es un asentamiento de gran antigüedad y relevancia anterior a la Conquista normanda en la costa norte de Gwynedd. Sus límites se extienden desde el Estrecho de Menai hasta las cabeceras del Afon Goch y Afon Anafon. Protegido al este por el promontorio de Penmaenmawr y con el macizo de Snowdonia al fondo, controlaba el antiguo paso de las arenas de Lafan hacia Anglesey. Un recinto defensivo prerromano, Maes y Gaer, en la ladera este del valle sobre Pen y Bryn, ofrece amplias vistas sobre el Mar de Irlanda, con la Isla de Man visible en días claros. La calzada romana desde Chester (Deva), uniendo los fuertes de Canovium y Segontium, cruzaba aquí el río.
Este lugar fue sede de Llywelyn ap Gruffudd, último príncipe nativo de Gales. Su hija Gwenllian of Wales nació aquí en junio de 1282. Su esposa, Eleanor de Montfort, murió aquí tras el parto el 19 de junio de 1282. En junio de 1283, Dafydd ap Gruffudd, hermano de Llywelyn, que asumió el título de príncipe de Gales en diciembre de 1282, fue capturado en la montaña Bera, por encima de la villa actual.
En 2009, Abergwyngregyn fue uno de los diez sitios seleccionados para la Iniciativa del Patrimonio Cultural Galés.

### Y Mŵd
Y Mŵd es un montículo de tierra situado en el centro del valle, en medio del pueblo. Tiene forma circular, unos 22 pies (6,7 m) de altura con cima ovalada de 57 por 48 pies (17,4 por 14,6 m). Se interpreta como una posible base de un castillo normando, y fue renombrado 'Aber Castle Mound' por la Ancient Monuments Board. E. S. Armitage, en The Early Norman Castles of the British Isles, sugirió que pudo construirse por Hugh d'Avranches, conde de Chester. El término galés mŵd significa 'bóveda' o 'zona abovedada'. Hay restos de un foso al sur, sin otros elementos defensivos.
Se han hallado otros montículos similares en el norte y oeste de Gran Bretaña, como el de Pillar of Eliseg cerca de Llangollen o el de Scone, en Escocia.

#### Edificio de piedra adyacente, llys real medieval
Se excavó en 1993 y 2010 una construcción en el valle, entre Y Mŵd, la fragua y el molino. Podría ser un edificio de alto estatus del siglo XIV, contemporáneo con los últimos príncipes independientes o poco después de la Conquista. No se encontraron defensas. El plano interior presenta un salón de 11,2 × 8,0 m con grandes alas al extremo. Un recinto separado pudo albergar hornos o actividades metalúrgicas. En 1993 se hallaron un broche de bronce, cerámica medieval y una moneda anterior a la conquista. La Royal Commission on the Ancient and Historical Monuments of Wales estima que podría tratarse del llys real medieval.

## Demografía
La población de la comunidad de Aber era de 240 habitantes según el censo del Reino Unido de 2011; lo que supone un aumento del 8,2 % respecto a los 222 habitantes de 2001.

## Pen y Bryn
Pen y Bryn es una casa solariega documentada desde el periodo jacobino, con mampostería anterior, en un promontorio a unos 200 yd del centro del pueblo. Tiene vistas al pueblo y al Estrecho de Menai hacia Anglesey y, junto a edificaciones adyacentes, forma un recinto doble con foso denominado Garth Celyn. Se considera como posible ubicación del llys real prerromano. En 1824, durante trabajos, se halló una urna funeraria neolítica.

## Valle de Aber

### Aber Falls
El valle da acceso a una de las grandes cascadas de Gales, las Aber Falls, donde el Afon Goch desciende de forma abrupta unos 120 pies (36,6 m) sobre roca ígnea hacia una zona pantanosa, donde se une a dos afluentes. El río resultante, Afon Rhaeadr Fawr, continúa hasta el Estrecho de Menai, y en parte baja se llama Afon Aber.

### Bont Newydd
El puente de un solo ojo ubicado en la referencia cartográfica SH662720 cruza el río Afon Aber. Tiene aproximadamente 25 pies (7,6 m) de ancho y aparece en mapas de OS de 1822. Facilitaba el cruce de ganados en la vía de traslado comercial. Bajo el puente quedan grandes piedras que marcan un antiguo vado.
Aber es el punto de cruce costero para los antiguos drovers y la calzada romana sobre las arenas de Lafan hacia Anglesey. La calzada desde Chester atravesaba el río Conwy al sur de Tal‑y‑Cafn, conectaba con el fuerte de Conovium en Caerhun mediante un ramal, y subía por Rowen y el paso de Bwlch‑y‑Ddeufaen hacia Snowdonia.
La calzada desciende por Rhiwiau, cruza el valle hacia la iglesia, y sigue hacia el fuerte romano de Segontium, Caernarfon.
La vía de los drovers desde Anglesey llegaba a la margen oeste del valle, donde se acondicionaba ganado y aves antes de seguir la ruta romana.
Se han hallado tres miliarios romanos: dos, datados en 1883 en un campo llamado Caegwag, en la granja Rhiwiau Uchaf (53°15′01″N 3°57′41″O / 53.2504, -3.9613), se conservan en el Museo Británico, Londres.

### Maes y Gaer
Es un recinto defensivo, situado en una colina hallada en el extremo occidental de un saliente en el valle. Su altitud es de aprox. 730 pies (222,5 m) sobre el nivel del mar. Sus muros, de forma almendrada, protegen un área de aprox. 400 pies (121,9 m) × 220 pies (67,1 m) (unos 1,5 acres (6070,3 m²)). El terreno desciende fuertemente desde todos los lados, excepto el este, que presenta una pendiente más suave hacia pastos. La entrada, al sureste, hoy arruinada, medía originalmente 11 pies (3,4 m) de ancho, con un pasillo interior de 20 pies (6 m).

### Hafod Celyn, Hafod Garth Celyn
Es el pastizal de verano de Garth Celyn, situado en terreno abierto, hasta 800 pies (243,8 m) sobre el nivel del mar. El pequeño edificio en ruinas fue reconstruido en el siglo XVIII sobre restos más antiguos.

## Llyn Anafon

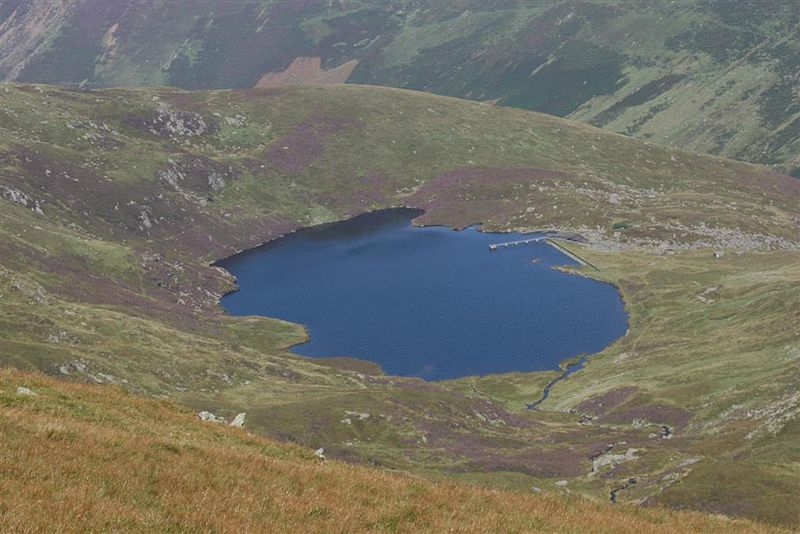
Llyn Anafon

Llyn Anafon es el lago más al norte de los Carneddau, entre Llwytmor, Foel Fras y Y Drum. Su profundidad máxima es de 10 pies (3 m). En 1930 se construyó una presa para abastecer de agua a poblaciones costeras vecinas. Habita la trucha común y, por costumbre tradicional, los habitantes gozaban de derechos de pesca en el lago y río. A media milla al sur se encuentran restos de chozas circulares y huellas de ocupación prehistórica. Hay también piedras con flechas en las laderas inferiores de Foel Ganol y otra hacia la granja Cammarnaint. En 1812 apareció una cruz de oro de 5 pulgadas (127 mm) en la cima del Carnedd y Ddelw.
El nombre original del valle era Nant Mawan ('Registro de Caernarfon', 1371). Mawan (nombre personal) evolucionó a Nan(fon), luego a Llyn Nan… y finalmente Llyn Anafon.
Cerca se halla una zona conocida como Buarth Merched Mafon ('recinto de las hijas de Mafon').
No se sabe mucho de Mawan, pero su hijo Llemenig aparece en fuentes old Welsh. Se le menciona en dos englynion al final de un fragmento 'Cynddylan' en la poesía Canu Llywarch Hen (XI.112b‑113b):

> «When I hear the thundering roar,  
> [it is] the host of Llemenig mab Mahawen...»

En la Triad Ynys Prydain nº 43, su caballo es incluido entre los «Tres caballos de carga de Ynys Prydain». Y su caballo, «Ysgwyddfrith» ('Hombros jaspeados') es mencionado como el del príncipe Llemenig ap Mawan.

## Fauna
Coedydd Aber se halla en un área de belleza escénica. El valle abrupto y boscoso de Nant Aber Garth Celyn conduce a los pies de Y Carneddau. El río tiene una caída pronunciada, la más marcada de Gales e Inglaterra. Se encuentran varios hábitats: bosques, campos abiertos y matorrales. Entre las aves destacan el cuervo, búho ratonero, halcón peregrino, gavilán, y chova piquirroja en los acantilados costeros; en los márgenes de los bosques, el tarabilla común y colirrojo; y en los bosques de roble galés, el papamoscas cerrojillo y mosquitero musical.
Junto a la orilla se ha instalado un hide de observación sobre el Menai, para avistar aves marinas sobre las arenas de Lafan. De joven, Sir Peter Scott empleaba la torre de Pen y Bryn para observar aves desde el Mar de Irlanda. Según un cartel, las ardillas rojas desaparecieron en 1978.

## Glaciación
Desde el principio del Cuaternario, hace 2,6 millones de años, las tierras altas del norte de Gales han sufrido varias fases de glaciación. El valle de Aber presenta evidencias de las dos más recientes, entre hace aproximadamente 28 000‑16 000 y 12 970‑11 770 años. Los Carneddau muestran numerosos rasgos glaciales y periglaciales estudiados desde hace más de un siglo, incluyendo por el geólogo Charles Darwin, y resultan clave para investigaciones sobre geomorfología, cambio climático e historia de la vegetación.

## Clima
Al igual que la mayor parte del Reino Unido, Aber presenta un clima oceánico, con veranos templados, inviernos frescos, pocas temperaturas extremas y lluvias moderadas durante el año.
Aber ostenta el récord en el Reino Unido del día más cálido de un enero, con 18,3 °C (64,9 °F) registrado el 27 de enero de 1958 y el 10 de enero de 1971, compartido con Aboyne e Inchmarlo en Escocia. Desde 1990, la temperatura más alta registrada en Aber fue 28 °C (82,4 °F) en junio de 2017, y la más baja, −10 °C (14,0 °F) en enero de 2009.

## Literatura
- Obra teatral de Saunders Lewis: Siwan
- Obra teatral de Thomas Parry: Llywelyn Fawr
- Novela de Edith Pargeter: The Green Branch
- Novela de Edith Pargeter: The Brothers of Gwynedd
- Novela de Ellis Peters: The Summer of the Danes
- Novela de Barbara Erskine: Child of the Phoenix
- Novela de Sharon Penman: Here Be Dragons
- Novela de Sharon Penman: Falls the Shadow
- Novela de Sharon Penman: The Reckoning